# Den stora uppsägningen
Den stora uppsägningen (engelska: The Great Resignation) är en pågående trend i vilken lönearbetare frivilligt har sagt upp sig från sina lönearbeten en masse; det hela började tidigt i USA 2021. Möjliga orsaker som har pekats ut är urholkade reallöner och stigande levnadskostnader. Men även en lång historia av missnöje med lönearbete, och säkerhetsbrister under COVID-19 pandemin har pekats ut som möjliga orsaker. Vissa ekonomer har liknat den stora uppsägningen med en generalstrejk.
Fenomenet började i USA, där i snitt 4 miljoner amerikaner sa upp sig i månaden vid en tidpunkt. Men fenomenet spred sig också delvis till länder i Europa, Indien, Australien och en rad andra länder.